# Protestantische Kirche (Beindersheim)

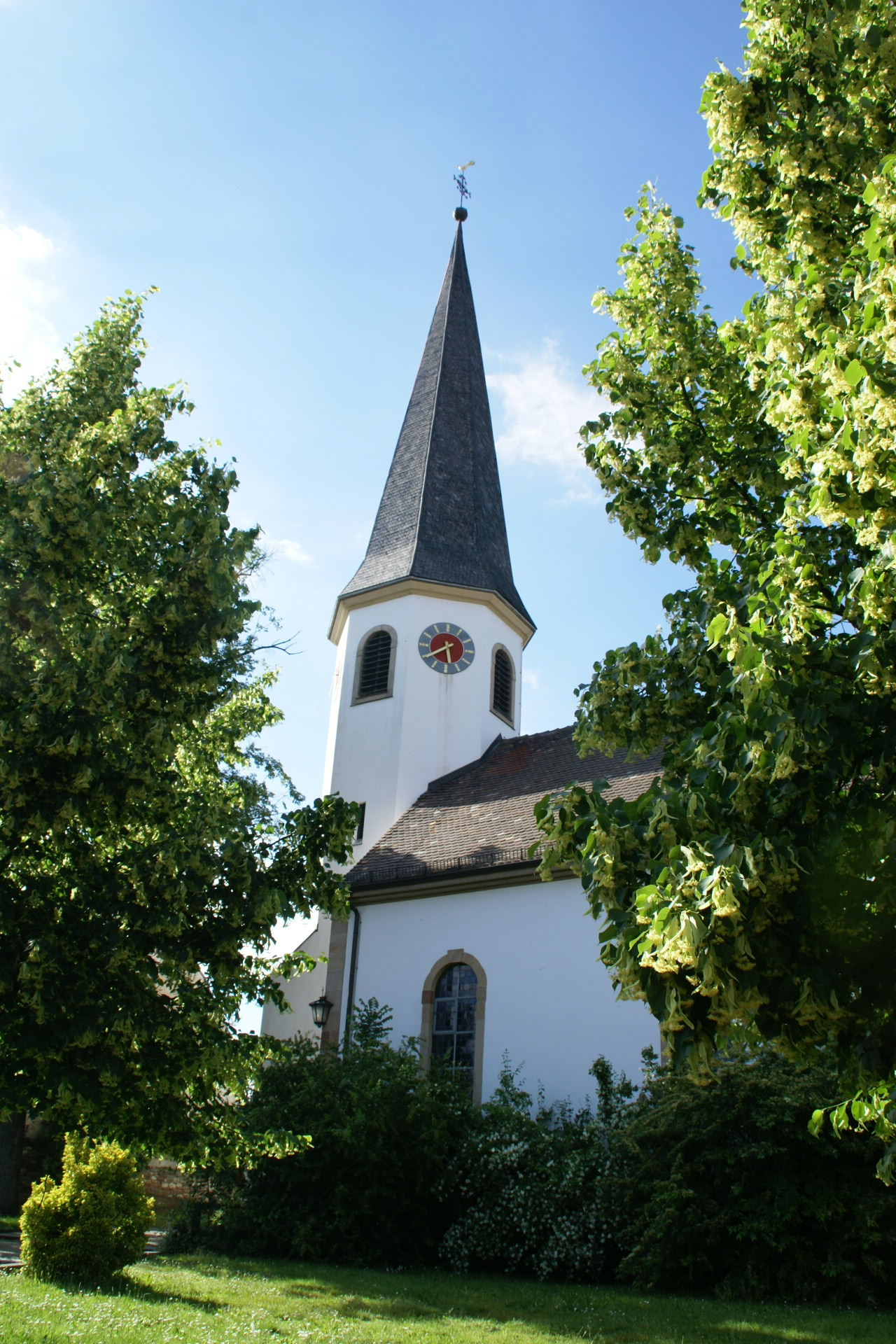
Protestantische Kirche Beindersheim

Die Protestantische Kirche in Beindersheim (Kirchenstraße 7) wurde 1748 am gleichen Ort, für den bereits 874 eine Kirche nachgewiesen ist, erbaut. Nach den Friedensbedingungen infolge des Pfälzischen Erbfolgekrieges hatte sie bis zum Bau der katholischen Kirche Simultanstatus. Der Turm mit hohem Spitzhelm von dem Architekten Friedrich Larouette aus den Jahren 1928/1929 ersetzt den gotischen Vorgänger. An der Ausstattung ist die reichgeschnitzte Kanzel aus dem 18. Jahrhundert und das klassizistische Orgelgehäuse zu erwähnen.